# 長勢了治
長勢 了治（ながせ りょうじ、1949年 - ）は、シベリア抑留問題の研究者、翻訳家。

## 経歴
1949年、北海道美瑛町生まれ。北海道大学法学部卒業後、三菱ガス化学入社。退職後、ロシア極東大学函館校でロシア語を学ぶ。21世紀に入り、旧ソ連関係、シベリア抑留問題を研究出版している。

## 主な著作
- 『シベリア抑留全史』 原書房、2013年
- 『シベリア抑留　日本人はどんな目に遭ったのか』 新潮社〈新潮選書〉、2015年
- 富田武共編『シベリア抑留関係資料集成』 みすず書房、2017年
- 『知られざるシベリア抑留の悲劇　占守島の戦士たちはどこへ連れていかれたのか』 芙蓉書房出版、2018年

以下は訳書
- ヴィクトル・カルポフ『スターリンの捕虜たち　シベリア抑留　ソ連機密資料が語る全容』 北海道新聞社、2001年
- パーヴェル・ポリャーン『二つの独裁の犠牲者　ヒトラーとスターリンの思うままに迫害された』 原書房、2008年
- 『ウクライナに抑留された日本人』 東洋書店〈ユーラシア・ブックレット〉、2013年。編訳での小冊子
- アナトーリー・グートマン『ニコラエフスクの日本人虐殺　一九二○年、尼港事件の真実』 勉誠出版、2020年